# Volker Glab
Volker Glab   (Jügesheim, 1953) és catedràtic d'institut (alemany, castellà i francès) i professor universitari de traducció castellà-alemany i de català i traductor. A més de moltes traduccions, tant de ficció com de no-ficció, del català i del castellà a l'alemany ha publicat nombrosos treballs de recerca filològica i articles d'enciclopèdia literària sobre autors catalans.
Porta més de 20 anys traduint i donant a conèixer al públic de parla alemanya autors com Montserrat Roig, Maria Antònia Oliver i Baltasar Porcel, entre d'altres.
Les seves primeres passes al món de la traducció literària les va fer de la mà del catedràtic universitari de filologia catalana Tilbert Dídac Stegmann, el qual el va convidar a traduir un fragment de L'illa de les tres taronges de Jaume Fuster, obra que es va llegir públicament a l'acte de fundació de l'Associació germano-catalana. També va contribuir a la presència catalana a la Fira del Llibre de Frankfurt, tant l'any 1991, quan Espanya va ser país convidat, com l'any 2007, que ho va ser Catalunya.
En diverses ocasions ha divulgat les seves experiències com a traductor en conferències, a congressos i en un debat sobre traducció literària a la primera edició del Kosmópolis del CCCB, conjuntament amb Maria Antònia Oliver. Des de fa uns anys també els estudiants de Filologia hispànica de la Universitat d'Erlangen també poden participar d'aquesta experiència en les seves classes de traducció. Viu a cavall entre Alemanya i Catalunya.